# 김제 귀신사 석탑
김제 귀신사 석탑(金堤 歸信寺 石塔)은 대한민국 전북특별자치도 김제시 금산면 청도리 귀신사에 있는 석탑이다. 1974년 9월 27일 전라북도의 유형문화재 제62호로 지정되었다.

## 개요
귀신사는 통일신라 문무왕 16년(676) 의상대사가 창건한 사찰로, 절안에 이 3층 석탑이 자리하고 있다.
바닥돌 위에 여러 장의 돌을 짜맞추어 기단(基壇)을 만들고 그 위에 3층의 탑신(塔身)을 올렸다. 탑신의 몸돌은 모서리에 기둥 모양을 선명하게 조각하였다. 지붕돌은 얇고 넓으며 처마가 거의 평행을 이루다 네 귀퉁이에서 살짝 들려 있다. 꼭대기에는 머리장식을 받치던 네모난 받침돌만 남아 있다.
얇고 넓은 지붕돌의 곡선미와 여러 개의 돌을 짜맞추어 조성된 수법 등으로 보아 백제 석탑 양식을 이어받은 고려시대의 석탑으로 추측된다.

## 현지 안내문
이 탑은 고려시대에 만든 것으로, 꼭대기 부위가 크게 손상되었다. 탑의 현재 높이는 4.5m이며, 층마다 탑 몸체 귀퉁이에 기둥 모양을 새겼다. 각측 지붕은 넓고 귀퉁이 밑이 거의 수평을 이루고 있다. 받침부와 1층 몸체, 각층 지붕은 여러 개의 돌판을 짜 맞추어 만들었다. 고려시대에 세운 탑이지만, 전체적인 조각기법으로 보아 백제 시대의 양식을 크게 반영하고 있다.

## 참고 자료
- 귀신사석탑 - 국가유산청 국가유산포털